# オーシャンゲート

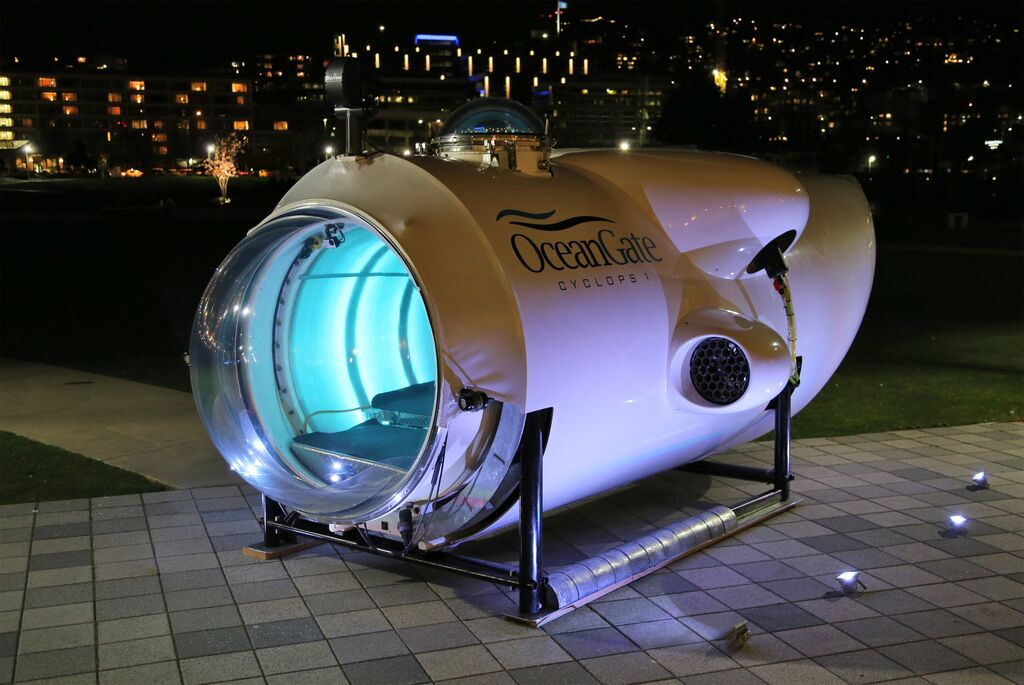
シアトルのMOHAI (:en:Museum of History & Industry) に展示されている潜水艇Cyclops 1

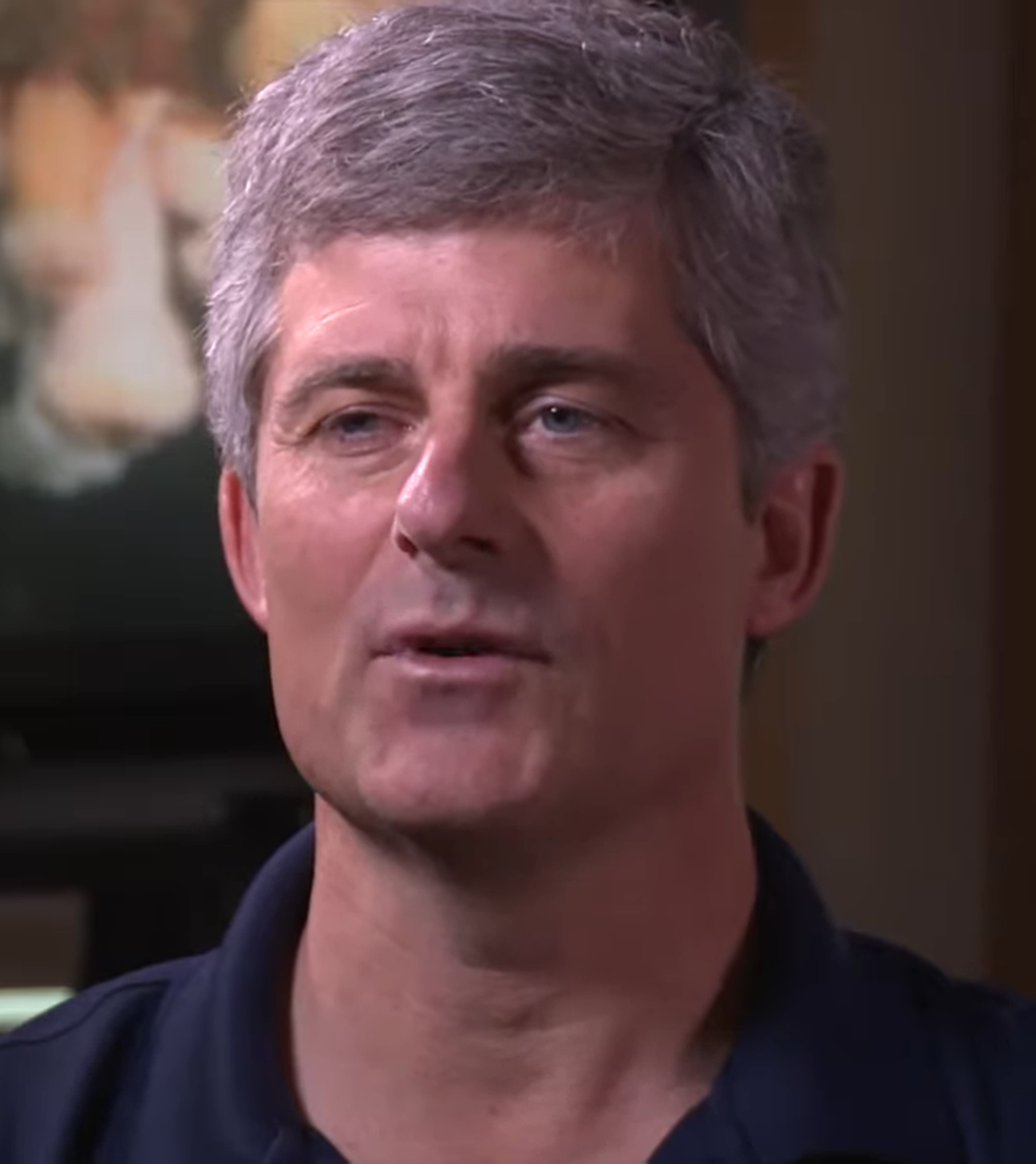
CEOであり共同創業者の1人であるストックトン・ラッシュ

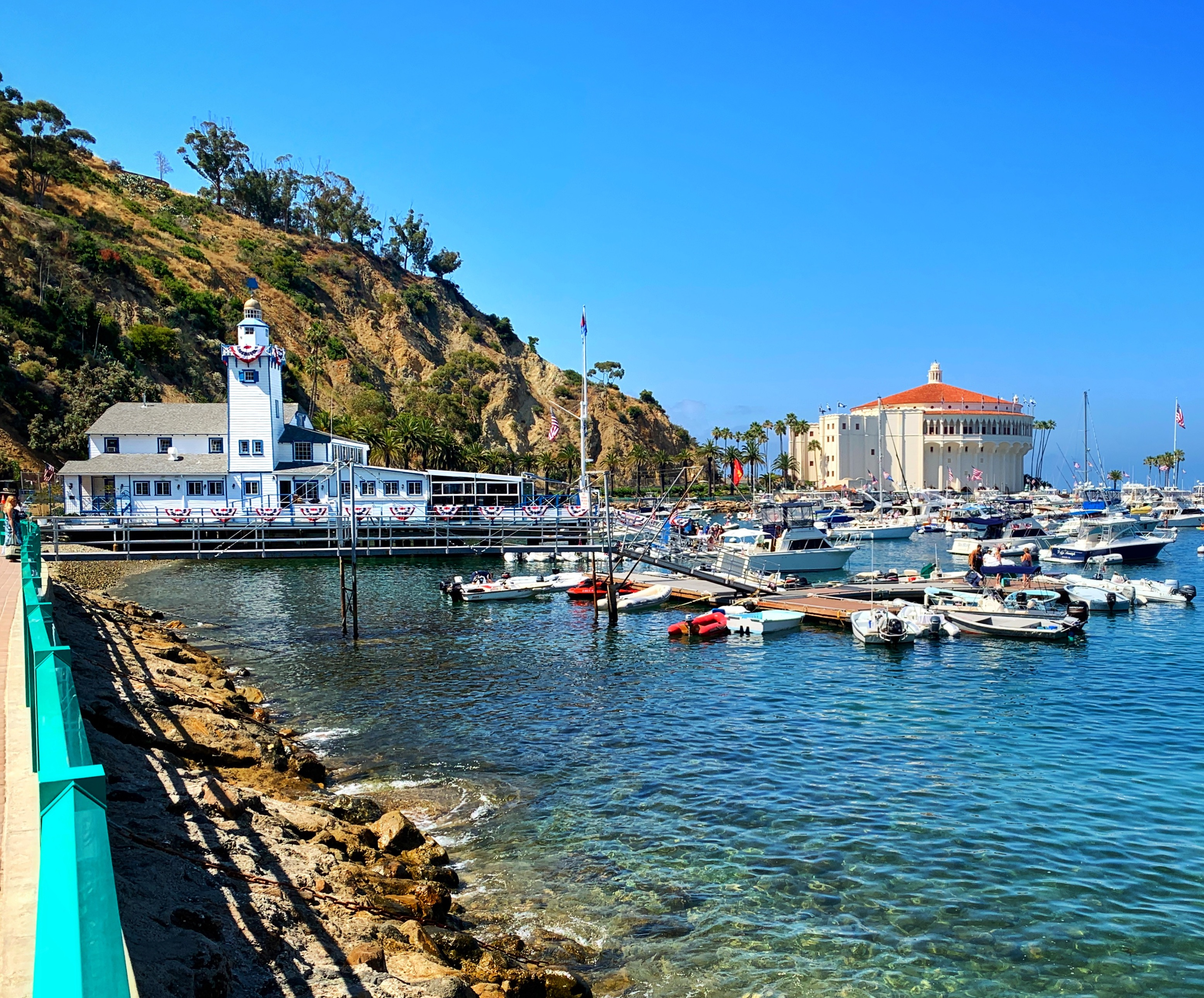
カタリナ島はオーシャンゲートによる観光探検が行われた最初の場所である。

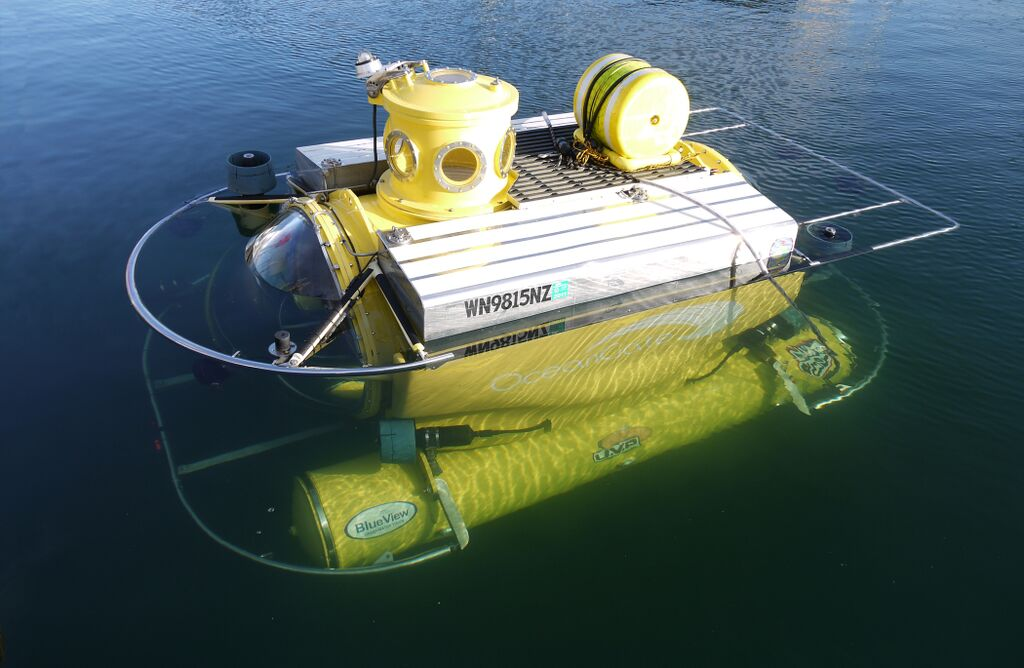
潜水艇 Antipodes

オーシャンゲート（OceanGate）は、ワシントン州エバレットに本社を置くアメリカの民間企業であり、観光、産業、研究、探査向けの有人潜水艇を提供している。2009年にストックトン・ラッシュとギレルモ・シェンラインにより創業された。

## 概要
潜水艇 Antipodes を取得し、後に自社で2隻の潜水艇 Cyclops 1 とタイタンを建造した。2021年に観光客を乗せてタイタニックの沈没船を見学するサービスを開始した。2022年には、タイタニック沈没船探検ツアーの料金は1人あたり25万ドルであった。
2023年6月18日、タイタンはタイタニックの沈没現場への航海中に爆発し、ラッシュを含む乗員5人が全員死去した（潜水艇タイタン沈没事故）。国際的に捜索救助活動が開始され、6月22日にタイタニックの沈没現場から約500 meters (1,600 ft)の海底で残骸が発見された。6月21日、エバレットのオフィスが無期限に閉鎖されることが発表され、7月6日に全ての業務を停止した。2023年8月以降にはGordon GardinerがCEOを務めている。Gardinerは「進行中の調査と事業閉鎖を通じてオーシャンゲートを率いる」ために任命された。しかし、Gardinerはオーシャンゲートが「永久に」全ての事業活動を停止したと述べている。

## 参考情報
- Stockton Rush (August 2022). "OceanGate CEO Stockton Rush talks Titan sub's design, carbon fiber hull, safety and more in 2022 interviews" (Interview). Interviewed by David Pogue. CBS News.